# ČZ 76
ČZ 76 „Kaktus“ je první (pokud se nepočítá první motokolo, s pohonem předního kola, kterých bylo vyrobeno jen asi 20 kusů) vyráběné motokolo ve Strakonické České zbrojovce. Jedná se o dvoudobý jednoválec, vyráběný v letech 1932–1933. Bylo vyrobeno celkem jen 476 kusů a původní cena byla 2600 Kč.
Vzorem rámu bylo jízdní kolo, rám byl vyztužen a byla zdvojena dolní rámová trubka. Motor uprostřed rámu má píst s deflektorem a nesnímatelnou hlavou válce, specifickým tvarem chladicích žeber připomínající kaktus. Startování pomocí šlapacích pedálů sloužících i k přišlápnutí do větších kopců. Pro snížení nákladů byl odvozen z motokol NSU. Přední vidlice je typu Springer (s tlačnýmí péry).

## Technické parametry
- Rám: trubkový ocelový
- Suchá hmotnost: 38 kg
- Maximální rychlost: 35 km/h
- Spotřeba paliva: 1,5 l/100 km
- Užitečná hmotnost: 80 kg